# 단점
단점(defect weak point)은 허술하여 수가 날 수 있는 자리 또는 상대방이 먼저 착수하면 자신의 행마가 '끊어지는 자리'를 뜻한다.